# 산질리안

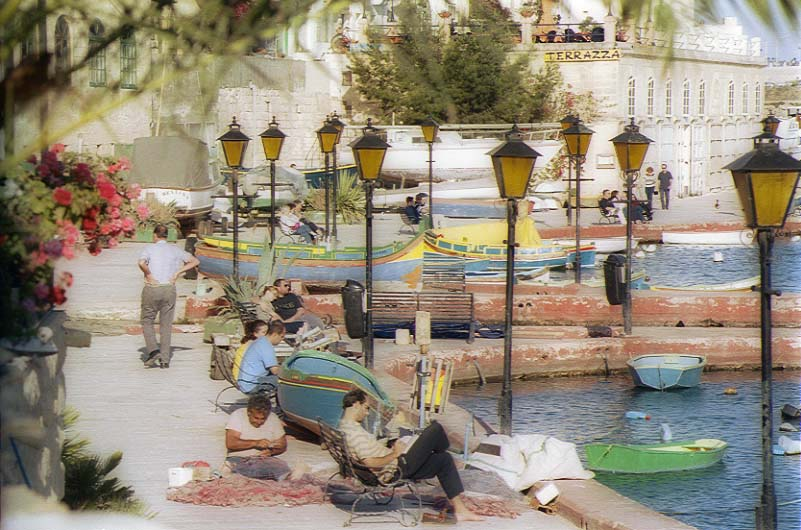
산질리안 시가지

산질리안의 위치

산질리안(몰타어: San Ġiljan, 영어: St. Julian's 세인트줄리언스[*])는 몰타의 도시로 면적은 1.6km2, 인구는 7,752명(2005년 11월 기준), 인구 밀도는 4,800명/km2이다. 수도 발레타 북쪽에 위치한다.

시기
시 문장